# پیچ اشتباه ۲: بن‌بست
پیچ اشتباه ۲: بن‌بست (انگلیسی: Wrong Turn 2: Dead End) فیلمی در ژانر ترسناک و اسلشر به کارگردانی جو لینچ است که در سال ۲۰۰۷ منتشر شد. این فیلم دنباله‌ای برای پیچ اشتباه محصول سال ۲۰۰۳ است.

## بازیگران
- اریکا لیرسن
- هنری رالینز
- تگزاس بتل
- کریستال لووی
- دنیلا آلونسو
- استیو براون
- کیمبرلی کالدول
- الکسا پالادینو